# Koopovereenkomst
Een koopovereenkomst, met een ouderwetse term ook wel aangeduid als een overeenkomst van koop en verkoop, is een overeenkomst, waarbij de verkoper zich verbindt een zaak in eigendom over te dragen en koper zich verbindt daarvoor een koopprijs te betalen. Verkoper stelt het goed feitelijk aan koper ter beschikking, als dat mogelijk is (roerende goederen), of verricht een rechtshandeling waarbij de eigendom op de daarvoor geldende juridische manier wordt overgedragen en maakt toegang tot het goed mogelijk (bij vermogensrechten en onroerend goed).

## Achtergrond
De koop is een species van het genus overeenkomst, dat wil zeggen: de koop is een speciaal soort overeenkomst.
De koper heeft recht op het product in de staat, waarvan hij redelijkerwijze mocht uitgaan. Dat noemt men het conformiteitsvereiste. Een schroothandelaar kan dus geen al te hoge eisen stellen aan een loop/sloopauto; een koper mag van een nieuw product binnen de gebruikelijke garantietermijn een redelijk gebruik verwachten overeenkomstig de prijs. De verkoper heeft recht op een redelijke prijs. Als de verbintenis, ook wel rechtsplicht niet of niet correct wordt nagekomen, kan nakoming van de overeenkomst worden gevorderd. Maar ook kan de koop ontbonden worden, al dan niet in combinatie met schadevergoeding. De ontbinding kan buitengerechtelijk gebeuren, dat wil zeggen door partijen onderling, dan wel gerechtelijk, dat wil zeggen door de rechter.
De koop wordt gesloten op het moment dat zowel koper als verkoper met de overeenkomst instemmen. De levering van de zaak kan op hetzelfde ogenblik gebeuren als de betaling, dat is juridisch dan een samenval van rechtsmomenten. Maar de levering kan ook vroeger of later geschieden. Bij koop op afbetaling kan ook een eigendomsvoorbehoud worden gemaakt, zodat de koper pas eigenaar wordt als de laatste betalingstermijn is voldaan. Winkeliers stemmen vaak al van tevoren in met de koopprijs door de prijzen zichtbaar op het product te vermelden. Zij zijn dan verplicht het goed voor de aangegeven prijs te leveren, ook als het een vergissing betreft, mits die prijs redelijk is. Als op een nieuwe auto van 50.000 euro een prijskaartje prijkt van één euro, lijkt het niet redelijk voor dat bedrag levering te vorderen, tenzij duidelijk is gemaakt, dat het hier een bijzondere actie betreft. Het ligt dan meer voor de hand, dat de prijs bijvoorbeeld verkeerd is afgedrukt. Als een aspirant-koper dan toch levering zou vorderen voor één euro, kan door de autoverkoper bij de rechter een beroep worden gedaan op de redelijkheid en billijkheid.
Het begrip verkoper heeft in het Nederlands meer dan één betekenis: De winkelbediende die is aangenomen om goederen aan klanten te verkopen en met hen af te rekenen; een handelaar, die van verkoop en koop zijn beroep maakt; of in het algemeen degene die in juridische zin de eigendom van een goed overdraagt aan de koper, die daarvoor betaalt.
Het wisselen van eigendom van een zaak in ruil voor een andere zaak, is geen koopovereenkomst, maar een ruil of een ruilovereenkomst.

## Koopakte
Een koopakte is een document dat door de koper en de verkoper wordt getekend waarin de voorwaarden van de koopovereenkomst zijn vastgelegd. Het opstellen van een koopakte is vaak niet verplicht.

## Nederlands recht
In Nederland zijn regels over de koopovereenkomst opgenomen in Titel 1 van Boek 7 van het Nederlandse Burgerlijk Wetboek.
Een koop kan ook op een vermogensrecht betrekking hebben. In dat geval zijn de bepalingen over de koop van een zaak van toepassing voor zover dit in overeenstemming is met de aard van het recht.
Consumentenkoop is de koop met betrekking tot een roerende zaak die wordt gesloten door een verkoper die handelt in het kader van zijn handels-, bedrijfs-, ambachts- of beroepsactiviteit en een koper, natuurlijk persoon, die handelt voor doeleinden buiten zijn bedrijfs- of beroepsactiviteit. Ter bescherming van consumenten zijn veel regels over de consumentenkoop van dwingend recht. De regels ter bescherming van de consument zijn afkomstig van de Europese Unie.
Art.7:23 BW regelt de verhouding tussen koper en verkoper. Op grond van art.7:23 BW lid 1 dient een koper binnen bekwame tijd nadat hij heeft ontdekt of had behoren te ontdekken dat het gekochte niet aan de overeenkomst beantwoordt, de verkoper daarvan in kennis te stellen. In lid 2 van art. 7:23 BW wordt daarvoor een verjaringsregel gegeven: een rechtsvordering die gegrond is op het niet beantwoorden van de afgeleverde zaak aan de overeenkomst, verjaart door verloop van 2 jaar nadat de verkoper daarover werd ingelicht.
Ten aanzien van deze verjaringsregel heeft de Hoge Raad geoordeeld dat deze ook van toepassing is wanneer de vordering is gebaseerd op een onrechtmatige daad, doch feitelijk gegrond is op het niet beantwoorden van de afgeleverde zaak aan de overeenkomst.
De verplichting tijdig te klagen geldt ook voor een vordering van de koper op grond van onrechtmatige daad die naar de kern genomen valt te herleiden tot het niet beantwoorden van de zaak aan de overeenkomst. Zou dat niet het geval zijn, dan zou immers de bescherming die de verkoper kan ontlenen aan het bepaalde in art. 7:23 BW lid 1 tegen late en daarmee moeilijk te betwisten klachten, door de koper eenvoudig omzeild kunnen worden.
In het algemeen zullen gedragingen van een makelaar, waaronder ook begrepen dient te worden het voldoen aan de informatieverplichting jegens aspirant-kopers, in het maatschappelijk verkeer op grond van de verkeersopvattingen gelden als gedragingen van de verkoper.

### Koop van een woning door een consument
Sinds 1 september 2003 kan op grond van art. 7:2 BW de koop van een tot bewoning bestemde onroerende zaak of bestanddeel daarvan, door een natuurlijk persoon die niet handelt in de uitoefening van een beroep of bedrijf, slechts schriftelijk worden aangegaan (zie ook contract). Bij het bereiken van een mondelinge overeenstemming over een koop, kan daarom van een rechtsgeldige koopovereenkomst nog geen sprake zijn.
De kopende partij heeft, nadat aan hem een afschrift van de koopakte ter hand is gesteld, nog drie dagen het recht de koopovereenkomst te ontbinden. Na het verloop van die periode is de koopovereenkomst bindend, behoudens indien zich omstandigheden voordoen waarmee in de overeenkomst rekening is gehouden: de zogenaamde ontbindende voorwaarden. Gebruikelijke ontbindende voorwaarden bij het kopen van een woning hebben betrekking op de woonvergunning en de financiering: als de koper die vergunning niet krijgt, of hij de hypothecaire lening niet rond kan krijgen, kan hij een beroep doen op die ontbindende voorwaarden, en daarmee de koop ontbinden.

### Mondelinge overeenstemming
Ook als er tussen partijen geen koopovereenkomst tot stand is gekomen, dan mogen zij zich na het bereiken van een mondelinge overeenstemming niet zomaar terugtrekken, althans, zo leek te volgen uit de wetsgeschiedenis van artikel 7:2 BW (zie Kamerstukken II, 23 095, nr. 5) en de jurisprudentie. In beginsel zouden zij dan medewerking moeten verlenen aan het alsnog opmaken van de schriftelijke koopovereenkomst (Kamerstukken II, 23 095, nr. 8), zo was de stelling. Na lange onduidelijkheid daarover in de jurisprudentie heeft de Hoge Raad echter op 9 december 2011 anders beslist: de "particuliere" koper én de "particuliere" verkoper van een woonhuis kunnen zich jegens elkaar ook ná het bereiken van een mondeling overeenstemming nog terugtrekken. Dat is alleen anders in zeer bijzondere omstandigheden. Áls er dan sprake is van dergelijke bijzondere omstandigheden kan degene die zich (ten onrechte) terugtrekt in ieder geval niet veroordeeld worden om alsnog mee te werken aan het opstellen van de schriftelijke koopovereenkomst; hij kan hoogstens worden veroordeeld om aan de ander schadevergoeding te betalen.
Verrassend besliste het gerechtshof Arnhem op 30 oktober 2012 dat de bescherming die ‘particuliere’ partijen bij de koop van een woonhuis nodig hebben onder omstandigheden ook kan gelden voor ‘professionele’ verkopers van een (in dit geval) landgoed met woonhuis. Een professionele verkoper die tot mondelinge overeenstemming is gekomen met een koper van een woning, terwijl die koper vervolgens lang talmt met het ondertekenen van de schriftelijke vastlegging van de mondeling overeenkomst kan zich terugtrekken, volgens het hof. Dit lijkt een (onbedoelde?) uitbreiding van de bescherming van partijen bij de koop/verkoop van een woonhuis. Die bescherming is blijkens de wetsgeschiedenis bedoeld voor particulieren/consumenten die een financieel ingrijpende transactie doen rondom een woonhuis. Als die bescherming nu ook voor professionals gaat gelden die een financieel ingrijpende transactie doen rondom een woonhuis is er geen reden meer om die bescherming te onthouden aan professionals die een andere ingrijpende transactie doen, zoals met betrekking tot een grote technologische installatie of een bedrijfskritisch automatiseringssysteem.
Voor de situatie waarin een particuliere verkoper mondeling een woning verkoopt aan een professionele koper besliste de Rechtbank Gelderland op 15 oktober 2014 dat die particuliere verkoper dan niet het recht heeft om zich op het schriftelijkheidsvereiste te beroepen; die particuliere verkoper is gebonden aan de mondelinge (ver)koopovereenkomst en moet gewoon leveren aan de professional. Daarmee heeft - verrassend genoeg - een particulier die zijn woning verkoopt aan een particulier meer rechten dan een particulier die aan een professional verkoopt.
De verkoper is verplicht zijn gedrag mede te laten bepalen door de gerechtvaardigde belangen van zijn wederpartij (zie de arresten van de Hoge Raad d.d. 23 oktober 1987, NJ 1988, 1017 en d.d. 15 februari 1991, NJ 1991, 493). Een verkoper kan onbehoorlijk handelen indien hij na het bereiken van een mondelinge overeenstemming de medewerking aan het opmaken van de koopakte zou weigeren.
De koopovereenkomst voor roerende zaken is vormvrij. Bij mondelinge overeenstemming is de overeenkomst dan dus al tot stand gekomen, met de daaraan verbonden verplichting tot nakoming. Mondelinge overeenkomsten verschillen slechts in zoverre van schriftelijke dat zij moeilijker te bewijzen zijn.

## Belgisch recht
Artikel 1582 BW:

Koop is een overeenkomst waarbij de ene partij zich verbindt om een zaak te leveren, en de andere om daarvoor een prijs te betalen. Hij kan bij authentieke of bij onderhandse akte worden aangegaan.

 Deze definitie is echter onvolledig. De rechtsleer neemt aan dat koop uit twee essentiële bestanddelen: de eigendomsoverdracht tegen de betaling van een prijs.
De verkoper heeft twee verplichtingen: hij moet de zaak vrijwaren en hij moet uiteraard de zaak ook leveren. De hoofdverplichting van de koper bestaat in het betalen van de prijs op de dag en op de plaats bij de koop bepaald. Ook naar Belgisch recht zijn inmiddels bijzondere regels vastgesteld ter bescherming van de consument; ook deze zijn gebaseerd op de Europese regeling die ook in Nederland geldt.
In België kan de koopovereenkomst drieledig worden ingedeeld naargelang de aard:
1. koop tussen particulieren onderling en koop tussen handelaars onderling;
2. koop tussen een particulier en een handelaar, de zgn. consumentenkoop;
3. internationale koop.

### Koop tussen particulieren/handelaars onderling
Deze vorm van koop wordt beheerst door de bepaling van het Burgerlijk Wetboek in de artt. 1582-1701, met uitzondering van de artt. 1649bis-1649octies.

### Consumentenkoop
Naar aanleiding van de omzetting van Richtlijn 1999/44/EG werden de artt. 1649bis-1649octies ingevoerd in het BW. Deze artikelen zijn, samen met de bepalingen van boek VI van het Wetboek van Economisch recht op de consumentenkoop, van dwingend recht. Dat wil zeggen dat er contractueel niet kan van worden afgeweken.
Ook de koop of afbetaling en de huurkoop/financieringshuur, gesloten tussen een particulier en een onderneming, worden geregeld in artt. VII.1-VII.220 WER.